# Tempo Matador
 (novembre 2021).
Si vous disposez d'ouvrages ou d'articles de référence ou si vous connaissez des sites web de qualité traitant du thème abordé ici, merci de compléter l'article en donnant les références utiles à sa vérifiabilité et en les liant à la section « Notes et références ».
 (novembre 2021).
La mise en forme du texte ne suit pas les recommandations de Wikipédia : il faut le « wikifier ».
Les points d'amélioration suivants sont les cas les plus fréquents. Le détail des points à revoir est peut-être précisé sur la page de discussion.
- Les titres sont pré-formatés par le logiciel. Ils ne sont ni en capitales, ni en gras.
- Le texte ne doit pas être écrit en capitales (les noms de famille non plus), ni en gras, ni en italique, ni en « petit »…
- Le gras n'est utilisé que pour surligner le titre de l'article dans l'introduction, une seule fois.
- L'italique est rarement utilisé : mots en langue étrangère, titres d'œuvres, noms de bateaux, etc.
- Les citations ne sont pas en italique mais en corps de texte normal. Elles sont entourées par des guillemets français : « et ».
- Les listes à puces sont à éviter, des paragraphes rédigés étant largement préférés. Les tableaux sont à réserver à la présentation de données structurées (résultats, etc.).
- Les appels de note de bas de page (petits chiffres en exposant, introduits par l'outil «  Source ») sont à placer entre la fin de phrase et le point final[comme ça].
- Les liens internes (vers d'autres articles de Wikipédia) sont à choisir avec parcimonie. Créez des liens vers des articles approfondissant le sujet. Les termes génériques sans rapport avec le sujet sont à éviter, ainsi que les répétitions de liens vers un même terme.
- Les liens externes sont à placer uniquement dans une section « Liens externes », à la fin de l'article. Ces liens sont à choisir avec parcimonie suivant les règles définies. Si un lien sert de source à l'article, son insertion dans le texte est à faire par les notes de bas de page.
- La présentation des références doit suivre les conventions bibliographiques. Il est recommandé d'utiliser les modèles {{Ouvrage}}, {{Chapitre}}, {{Article}}, {{Lien web}} et/ou {{Bibliographie}}. Le mode d'édition visuel peut mettre en forme automatiquement les références.
- Insérer une infobox (cadre d'informations à droite) n'est pas obligatoire pour parachever la mise en page.

Pour une aide détaillée, merci de consulter Aide:Wikification.
Si vous pensez que ces points ont été résolus, vous pouvez retirer ce bandeau et améliorer la mise en forme d'un autre article.
Le Tempo Matador est une série de petits véhicules utilitaires due à l'ingénieur Dietrich Bergst, qui ont été commercialisés successivement sous les marques Tempo-Werke jusqu'en 1966, Hanomag et Hanomag-Henschel de 1966 à 1970 et enfin, Mercedes-Benz de 1970 à 1978. 
La gamme du Tempo Matador a connu plusieurs séries et variantes :
- Matador - fourgon tôlé ou partiellement vitré, pick-up plancher bois, châssis-cabine,
- Wiking - version low-cost - fourgon et camionnette plateau bois fixe,
- Rapid - version restylée - minibus à 8 places.

## Genèse et développement
La société Vidal und Son a été créée à Hambourg en 1883 pour fournir des services de lutte contre les incendies dans les ports, notamment ceux qui traitaient l'importation de charbon. En 1927, l'économie allemande est écrasée sous le poids des réparations de guerre et l'importation de charbon tombe à un niveau très bas. Face à cette récession, la société "Vidal und Son" recherche de nouvelles opportunités. Max Vidal et son fils Oskar décident de tenter leur aventure dans l'industrie automobile. Ils se consacrent au développement d'un véhicule utilitaire simple, similaire au populaire "Blitzkarren" de Carl Borgward, lancé en 1924. Le résultat sera le Tempo T1, un tricycle avec benne sur le devant, propulsé par un moteur monocylindre 198 cm3 à deux temps. Ils construisent également une version plus grande, le T2, avec un moteur de 400 cm3.
La société Tempo-Werke est créée en 1924. En 1928, le gouvernement allemand promulgue une loi par laquelle les véhicules à moteur de moins de quatre roues et d'une cylindrée inférieure à 200 centimètres cubes peuvent être conduits sans permis et sont détaxés,. Cette disposition a fait croître fortement la demande de ce type de véhicules en Allemagne.
La société Tempo présente alors son premier tricycle, le "Tempo T1" équipé d'un moteur JLO. En 1933, le tricycle bénéficie d'une cabine fermée. Tempo présente aussi une voiture décapotable à quatre roues. Pendant la Seconde Guerre mondiale, Tempo produit, à la demande du Bundesgrenzschutz, un véhicule spécial pour les patrouilles frontalières, réalisé sur la base d'un châssis de Land Rover.
En 1955, Tempo-Werke est repris par Hanomag (50 %) qui est racheté, à son tour, par le groupe Rheinstahl en 1959. 
En 1956, un premier restyling de la cabine rajeunit la face avant et abaissant les phares, c'est le Matador 56. En 1963, la face avant est à nouveau retouchée pour adoucir le style, et le rendre plus dans l'air du temps, les phares sont placés plus bas et une grille de calandre est ajoutée.
En fin d'année 1965, la marque Tempo disparaît. À partir de 1966, les véhicules sont commercialisés sous la marque Hanomag puis, de 1967 à 1970, sous la marque « Hanomag-Henschel » puis, après la faillite du groupe Rheinstahl en 1970 et son rachat par Daimler-Benz en 1971, sous la marque Mercedes-Benz.
En 1967, le petit fourgon de livraison Tempo Matador bénéficie de quelques retouches de carrosserie avec une face avant moins ronde et des phares rectangulaires intégrés dans une calandre. Il est renommé « Harburger Transporter », commercialisé sous les noms Hanomag F20, F25, F30 & F35. En 1969, Rheinstahl fusionne ses deux filiales Hanomag et Henschel pour créer Hanomag-Henschel. À cette occasion, le 1er avril 1969, l'usine Tempo devient une simple entité de Hanomag-Henschel Fahrzeugwerke GmbH. Le groupe Rheinstahl est déclaré en faillite en 1970 et est racheté à moindre coût par Daimler-Benz AG en 1971.

## Le Tempo Matador

### Tempo Matador 50
Le Tempo Matador a été développé par Dietrich Bergst, concepteur en chef chez Tempo-Werke. Le véhicule utilise l'ensemble mécanique de la Volkswagen Coccinelle, le moteur, un quatre cylindres à plat refroidi par air de 1 131 cm3 développant 25 ch à 3.000 tours par minute, datant de 1937, placé derrière l’essieu avant pour permettre de développer facilement diverses variantes de carrosseries, la boite de vitesses et la transmission Volkswagen qui entraîne les roues avant. Ces éléments mécaniques essentiels étaient livrés directement par VW, conformément à un contrat passé entre les deux sociétés. 
Les premiers Tempo Matador 50 sortent d’usine au début de l’année 1949. Il s’agit de véhicules de pré-série livrés, jusqu'à la fin du mois de février, aux concessionnaires comme véhicules de démonstration. Les premiers retours permettent de régler les derniers détails avant de lancer la production en série qui débute le 23 février 1949. Le Matador connait un certain succès grâce aux diverses variantes proposées par l’usine : plateau, fourgon tôlé, châssis-nu… mais très vite Tempo doit faire face à de graves soucis mécaniques. La transmission Volkswagen montée sur Matador est très fragile, le différentiel casse très souvent sous effort. Ce n’est qu’à la fin de l’année 1950 que Tempo corrige ce défaut avec un nouveau différentiel renforcé et, pour redorer la mauvaise réputation du véhicule, remplace la boîte de vitesses non synchronisée et très fragile, par un nouveau modèle développé par ZF à partir de septembre 1951. Tempo en profite pour lancer une vague de rappel pour remplacer la boite d’origine Volkswagen par la ZF sur tous les exemplaires en circulation.
En 1950, VW présente le T1 "Bulli", officiellement appelé « Transporter » qui utilise le même moteur mais placé à l'arrière mais ne dispose d'une charge utile que de 800 kg contre les 1.000 kg du Matador qui offrait une meilleure utilisation de l'espace et une hauteur de chargement inférieure à celle du VW.
À l'automne 1951, Tempo-Werke a réussi à régler tous les problèmes techniques et gommé les défauts de jeunesse du Matador mais Volkswagen ne supporte pas la concurrence de cet utilitaire. À partir de 1952, Volkswagen arrête brutalement la livraison de ses moteurs à Tempo. Le dernier Matador à moteur Volkswagen est produit en octobre 1952. On dénombre 13.620 exemplaires du Matador 50 à moteur Volkswagen fabriqués entre 1949 et 1952. Tempo-Werke se met à la recherche d’un autre moteur. Le motoriste JLO, qui était un fournisseur bien connu de Tempo pour ses moteurs à deux temps depuis 1929, a été retenu pour livrer un nouveau trois cylindres à deux temps. Il va équiper la série Matador 1000/1400.

### Tempo Matador 1000/1400
Le Matador 1000/1400, présenté à la hâte en mai 1952 avec une nouvelle motorisation JLO, va être une débâcle pour Tempo, principalement à cause du catastrophique moteur 3 cylindres JLO. De plus, à la suite de la modification de la réglementation applicable à partir du 1er avril 1952, le réservoir n'était plus autorisé à être monté sous le capot avant, mais être placé à l'arrière du véhicule. Une modification du concept a été indispensable avec l'adjonction d'une pompe pour le carburant. La qualité du moteur trois cylindres JLO utilisé étant trop médiocre, Tempo-Werke est obligé de le remplacer en urgence un moteur Heinkel, construit sous licence SAAB, un moteur à deux temps, trois cylindres de 672 cm3. Tempo doit alors organiser une deuxième campagne de rappel de tous les véhicules Matador livrés pour un échange de moteur mais d'autres problèmes importants n'ont pas été réglés.

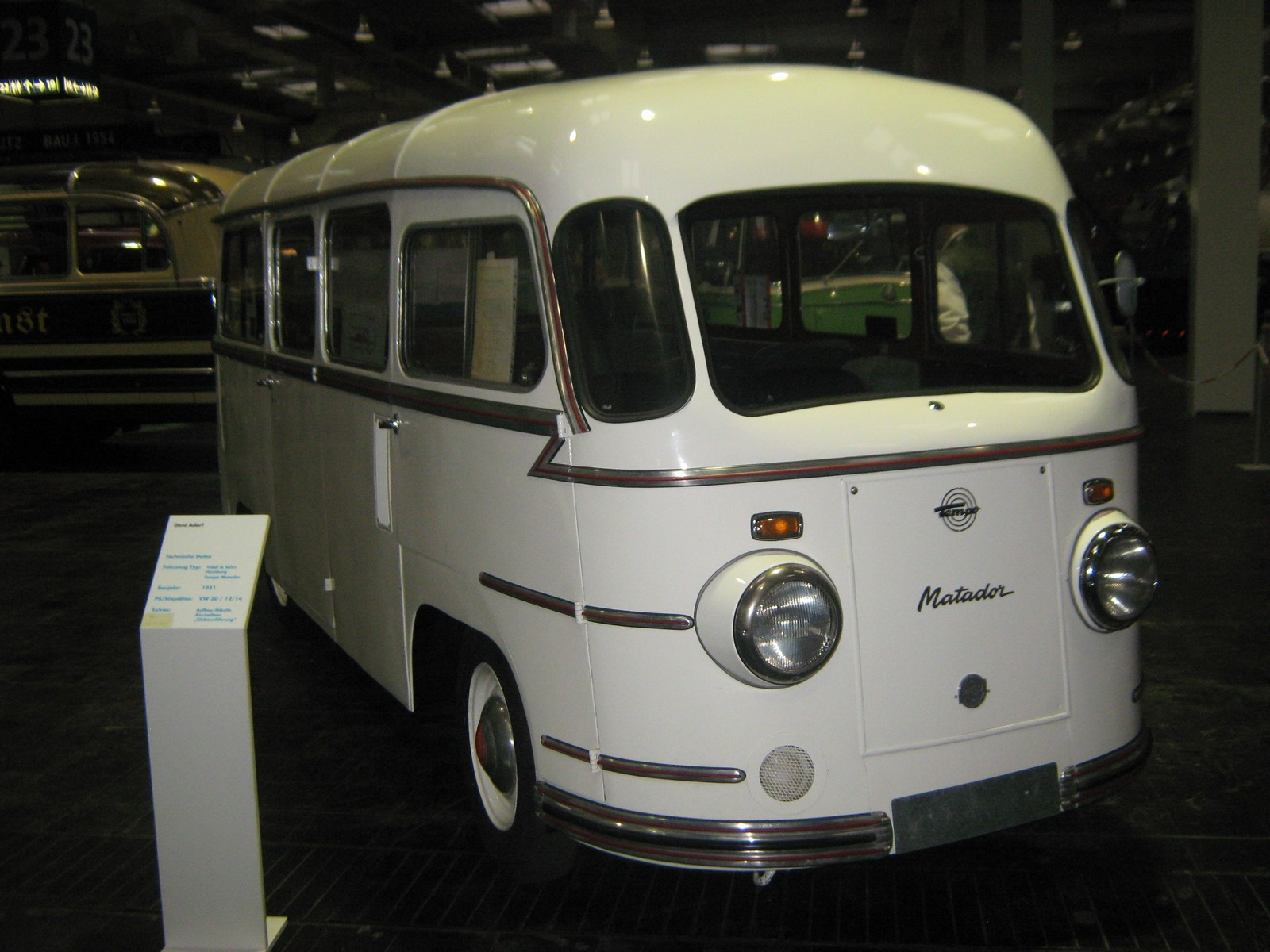
Minibus Tempo Matador 1400 carrossé par Mikafa.

Le Matador 1400, grand frère du Matador 1000, est en fait le véritable successeur du Matador 50 à moteur Volkswagen. Le châssis, presque inchangé par rapport à son prédécesseur, était équipé de jantes plus larges (5Jx16), lui permettant une homologation avec une charge utile plus élevée et un PTAC allant jusqu'à 2,8 tonnes.
Le style de la carrosserie conserve celui inauguré sur le Matador 1000 avec une façade avant quasiment plate et les phares placés plus bas mais le Matador 1400 est un peu plus grand. Il a été commercialisé à partir de septembre 1952, équipé d'un moteur à quatre temps Heinkel, un quatre cylindres refroidi par eau développant 34 ch soit 9 ch de plus que l'ancien moteur VW, plus sobre et plus robuste que le trois cylindres à deux temps JLO. Le châssis est disponible avec plusieurs empattements ce qui le rend facilement exploitable par les carrossiers.
Les modèles concurrents, toujours plus présents, rendent le Matador, même modernisé, très vite vieux et obsolète. Les ventes stagnent au point que le constructeur doit impérativement proposer un vrai nouveau modèle, visuellement différent et aux lignes modernes, construit sur un châssis amélioré. Ce sera le Matador 56, présenté en fin d'année 1955.
Le Matador 1400 a été produit dans une dernière série spéciale pour les gardes-frontières fédéraux au début d'année 1956. La production est arrêtée après seulement 5.724 exemplaires fabriqués en un peu plus de 3 ans. Depuis son lancement en 1952, les ventes ont régulièrement diminué pour tomber, en 1955, à seulement 503 Matador 1000 et 1.041 Matador 1400, trop peu pour simplement couvrir les coûts de production et ce ne sera pas le Wiking, lancé en 1953 qui changera la donne. Les ventes sont insuffisantes pour assurer un développement de la série Matador. Les concurrents disposent de modèles plus attrayants et modernes ce qui ne peut qu'accentuer le sentiment que le Matador est un modèle de l'immédiat après-guerre. Oscar Vidal se résigne à céder 50 % de sa société "Vidal und Sohn KG" à Hanomag en 1955. Cet apport va lui permettre de financer le développement d'un nouveau modèle avec le même châssis amélioré, mais commun pour tous les modèles en production. Une cabine unique est étudiée pour le Wiking et le Matador avec des portes s'ouvrant contre le vent (et non plus "suicide" comme précédemment)avec des surfaces vitrées plus grandes. Le moteur 3 cylindres, sujet aux pannes fréquentes, n'est pas reconduit, seul le bi-cylindres (Wiking I) et le 4 cylindres sont proposés. Les ventes augmentent légèrement mais, ce n'est que lorsqu'il a été décidé d'installer le moteur Austin Motors de l'Austin A35 à la place du quatre temps Heinkel que les ventes du Matador vont réellement progresser.

### Tempo Wiking

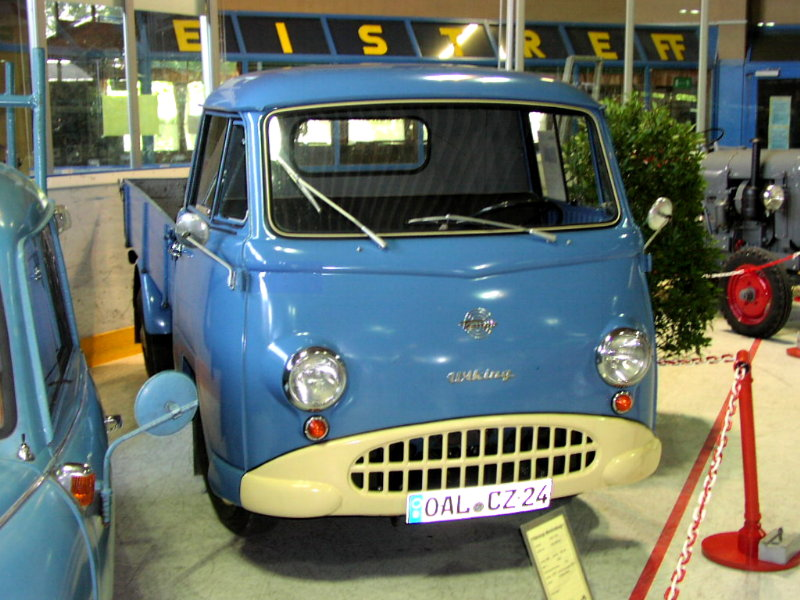
Tempo Wiking.

Le Tempo Wiking est présenté comme le successeur du Tempo Hanseat à trois roues. Les ventes du Hanseat ont fortement chuté parce que les véhicules à trois roues sont considérés comme obsolètes, voire ridicules, en cette période de boom économique allemand. Le Wiking est bon marché et placé sous le Matador 1000. Afin de pouvoir le proposer à moindre prix, le châssis tubulaire, dérivé du Matador, est profondément simplifié et sans amortisseurs, les arbres de transmission sont faibles, la boîte de vitesses la moins chère est utilisée et les dimensions globales du véhicule sont inférieures à celles du Matador.
Le Tempo Wiking est un modèle plus petit avec une charge utile de 750 kg, qui utilise le moteur deux cylindres à deux temps Heinkel de 448 cm3 développant 17 ch, bien meilleur que le précédent moteur trois cylindres. Le Wiking connait un succès mitigé, 12.590 exemplaires sont vendus entre 1955 et 1963. Ce modèle permet, par contre, de récupérer une partie de la clientèle perdue mais les difficultés de l'entreprise persistent. Un contrat pour fabriquer des Land Rover sous licence pour les forces d'occupation britanniques est signé, mais seulement 278 exemplaires sont produits.
En 1955, Tempo-Werke engage un profond restyling de sa gamme de véhicules à quatre roues. Le "Wiking I" et le "Matador 56" sont présentés. Le véhicule bénéficie d'une cabine plus spacieuse, avec un design nettement plus agréable, dans un style italien très en vogue à l'époque. La vue panoramique est améliorée par des surfaces vitrées considérablement agrandies. Le véhicule apparaît moderne dans l'ensemble, même si très peu de changements sont intervenus dans le compartiment moteur et le châssis. La puissance du moteur Heinkel est portée de 17 à 20 ch en 1957. 16.533 exemplaires sont fabriqués entre 1955 et 1963.

### Tempo Matador 56
En 1955, Tempo-Werke lance le Matador 56 pour faire oublier l'échec des Matador 1000/1400, présentés à la hâte en 1952. Oscar Vidal cède 50 % de son entreprise "Vidal und Sohn KG" au groupe Hanomag ce qui lui permet de lancer la série Wiking I et Matador 56. Lors de l'entrée d'Hanomag au capital de Tempo-Werke en 1955, les dirigeants imposent l'unification des châssis et des cabines. Le moteur Heinkel 4 cylindres de 1.092 cm³ développant 34 ch est conservé sur le Matador 56 dont la charge utile est augmentée à 1.300 kg. Seulement 1.959 exemplaires sont construits durant les deux années de sa fabrication. 

### Tempo Rapid

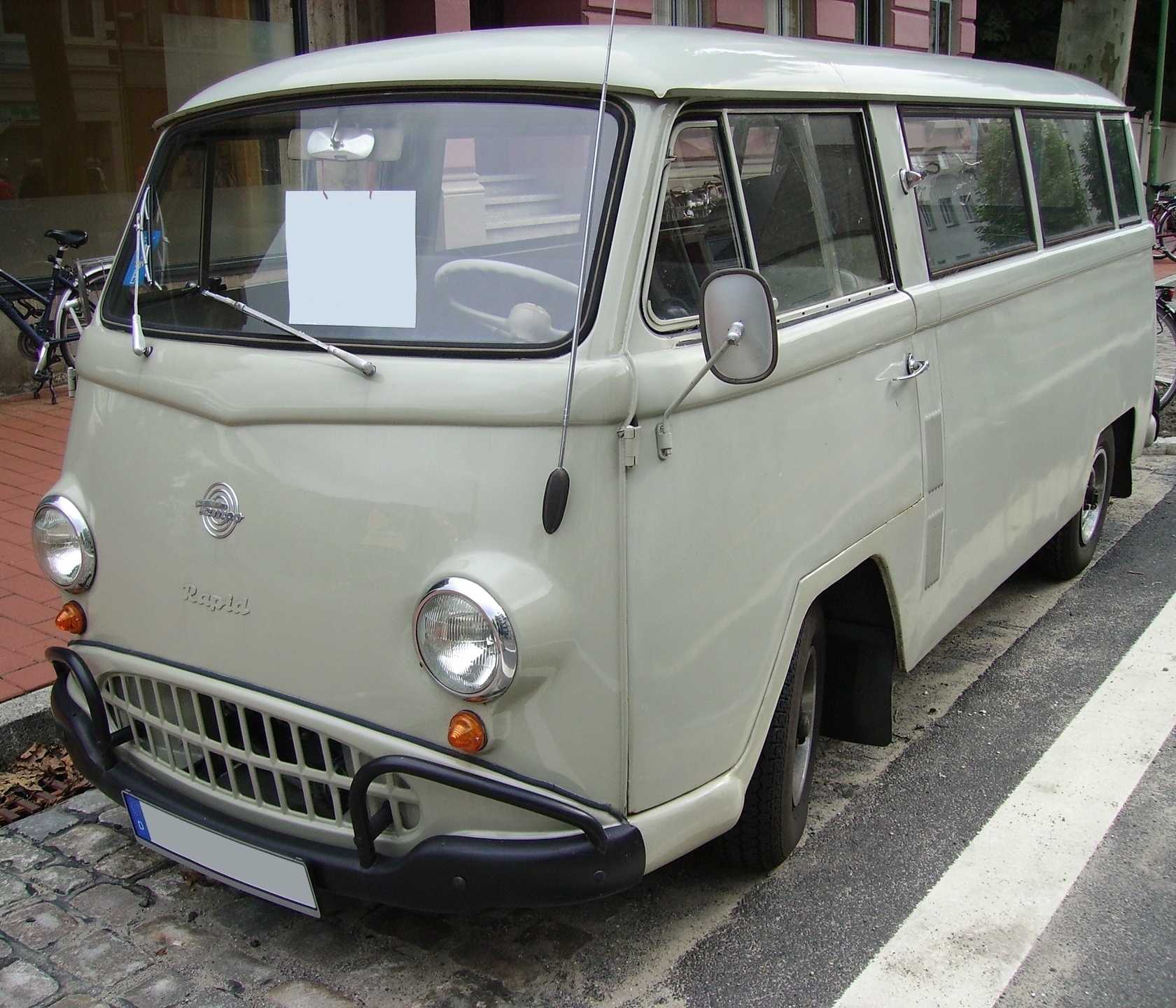
Minibus Tempo Rapid

Dès 1956, le comportement de la clientèle Tempo montre que l'ère des moteurs à deux temps touche à sa fin. Avec le moteur de l'Austin A50 pour le Matador I présenté en 1957, un trou s'est créé dans la gamme de modèles qui ne peut pas être comblé avec le Wiking I et son moteur à deux temps. Afin de pouvoir continuer à proposer une fourgonnette compétitive et peu coûteuse, Tempo-Werke propose un modèle équipé du moteur à quatre temps de l'Austin A35, d'une cylindrée de 948 cm3 développant 34 ch, mais robuste. Le modèle est d'abord commercialisé sous le nom de Tempo Wiking-Rapid mais très vite il est simplement dénommé "Rapid". Par rapport au Wiking I, toujours proposé avec un moteur à deux temps plus puissant, le Rapid est profondément modifié et amélioré. Le châssis est adapté à la puissance plus élevée du moteur, en particulier les arbres à cardan sont beaucoup plus robustes. 

### Tempo Matador I
À partir de 1957, Tempo-Werke lance le remplaçant du Matador 56 avec de nouveaux moteurs, le Matador I équipé avec le moteur de l'Austin A50, un 4 cylindres de 1.489 cm³ développant 48 ch. 

### Production sous licence à l'étranger
Le Tempo Matador a été produit sous licence à l'étranger : 
- Espagne - Tempo Onieva SA, racheté plus tard par Barreiros SA, a fabriqué des fourgonnettes et des camions légers Tempo Viking équipés de moteurs diesel Barreiros. En 1952, la société Indústrias Motorizadas Onieva est créée à Madrid pour produire des motos de la marque R.O.A. En 1961, ROA signe un accord avec la société allemande "Vidal & Sohn Tempo GmbH" de Hambourg pour fabriquer sous licence les fourgons Tempo en Espagne, à travers une nouvelle société Tempo Onieva SA, détenue à parts égales par Indústrias Motorizadas Onieva SA, Barreiros Diesel SA et Rheinstahl Hanomag, propriétaire de Tempo. Barreiros avait déjà signé un important accord de licence avec Rheinstahl Hanomag en 1958 pour la fabrication de tracteurs agricoles.

Comme les fourgons Tempo Matador allemands, les versions espagnoles de 1,5 t reposaient sur un châssis tubulaire et disposaient de la traction avant mais ils étaient équipés d'un moteur diesel léger Barreiros de 55 ch. Il s'agissait des premiers fourgons, sur le marché espagnol, équipés d'un moteur diesel. Leur succès très limité n'a permis qu'une production totale d'environ 4.000 exemplaires durant les quatre années de production. En 1963, la société a été rebaptisée Tempo Ibérica SA et, en 1967, elle est absorbée par Barreiros Diesel, cessant alors toute activité.
- Uruguay - Les modèles Tempo Viking et Matador ont été fabriqués par Germania Motors,

- Royaume-Uni - À partir de 1958, Jensen Motors a fabriqué le Tempo Matador, connu sous le nom de Matador 1500 ou Jensen Front Wheel Drive,

- Inde - le "Tempo Hanseat" a été fabriqué par Bajaj Tempo sous le nom de Bajaj Tempo Hanseat de 1951 à 2000. L'entreprise a été renommée Force Motors en 2005[3]. En 1951, Bachraj Trading Ltd débute la fabrication sous licence du tricycle Tempo "Hanseat". En 1958, la société Bajaj Tempo Motors est créée avec une participation de 26% de Tempo-Werke, et lance la production du Matador. En 1968, le groupe Firodia Ltd, premier constructeur automobile indien de fourgons, rachète Bajaj Tempo qui est renommé Force Motors en 2005. Les Tempo Hanseat et Matador ont été extrêmement populaires en Inde où ils ont beaucoup été utilisés pour le transport de marchandises.

## Tempo Matador E
Le 4 août 1963, Oscar Vidal réunit la presse dans l'usine Tempo et fait état des problèmes que rencontre l'entreprise Rheinstahl après la tempête qui a frappé Hambourg en 1962 et qui a détruit tous les prototypes Tempo. Un tout nouveau véhicule a été développé pour succéder au Matador. Son concept ingénieux s’avérera une réussite technique et économique qui survivra à l'usine Tempo pendant des décennies.
Le châssis est dérivé de l'ancien, mais tous les assemblages ont été entièrement repensés et améliorés. Le nouveau véhicule ne ressemble qu'en apparence à son prédécesseur et répond aux attentes de l'époque. Le nouveau modèle est beaucoup plus économique à construire et peut être produit en plus grande quantité. Le Matador E remplace tous les modèles précédents, Matador I, Wiking I et Rapid. Cependant, depuis deux ans, le logo Tempo ne figure plus que sur la face avant du véhicule. Les difficultés économiques trop importantes, les pertes abyssales, conduisent Oscar Vidal, probablement aussi un peu apeuré par la récente faillite au début de l'année 1963 de son plus ancien concurrent Borgward de Brême, de céder le 1er janvier 1966, la part qu'il détient encore dans sa société "Vidal und Sohn KG" et l'usine Tempo au groupe Rheinstahl. Cela met fin à l'ère Tempo-Werke et à partir du 1er janvier 1966, le logo Hanomag va orner la cabine des Matador E. 
Le "Matador E" a été fabriqué, en Allemagne, à 47.362 exemplaires entre 1963 et fin décembre 1966 sous la marque Tempo. Le véhicule a été commercialisé sans aucun changement entre janvier 1966 et 1967 sous la marque Hanomag. 

### Production
Selon les archives de la société Tempo-Werke, la production totale des modèles Matador et dérivés Wiking et Rapid en Allemagne est la suivante :

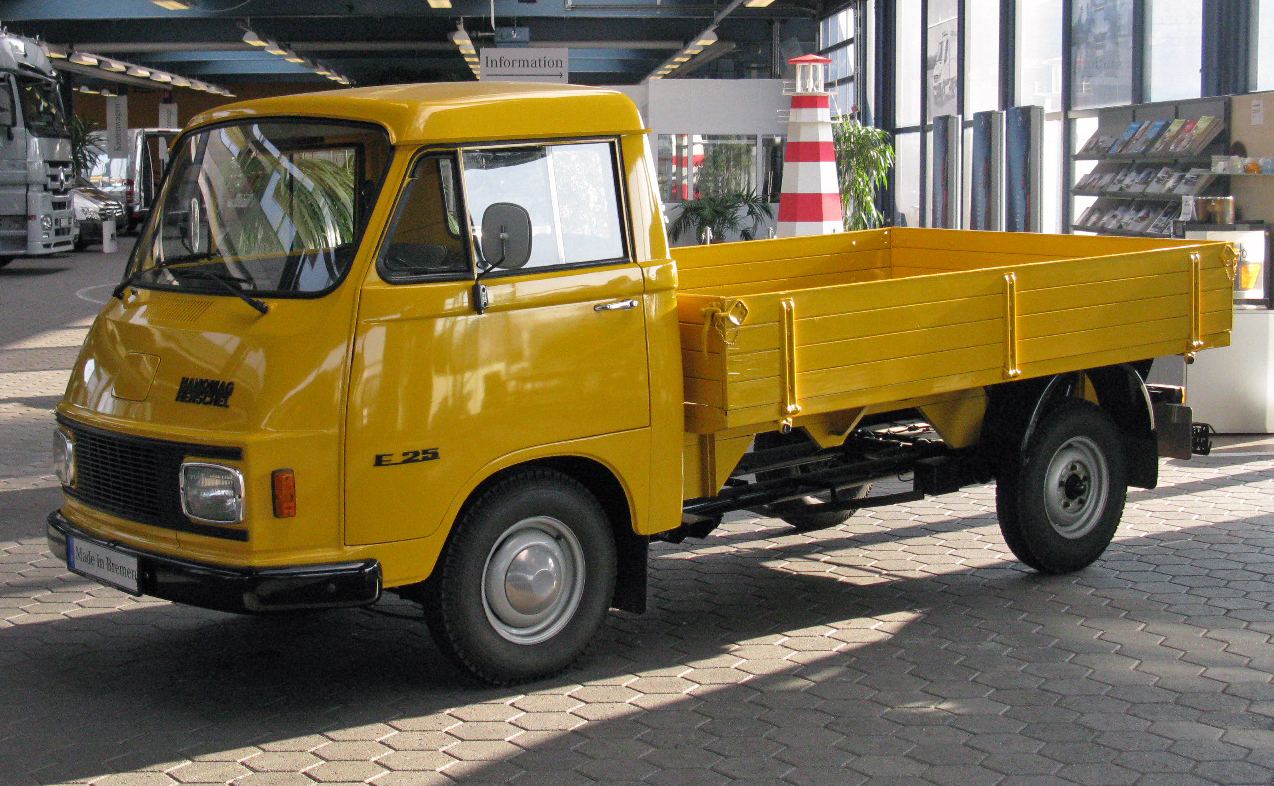
Camionnette Hanomag F25.

| Modèle            | Années production | Quantité |
| ----------------- | ----------------- | -------- |
| Matador 49        | 1949–1950         | 99       |
| Matador 50        | 1950–1952         | 13.521   |
| Matador 1000      | 1952–1955         | 4.923    |
| Matador 1400      | 1952–1955         | 5.724    |
| Wiking            | 1953–1955         | 12.590   |
| Matador 56        | 1955–1957         | 1.959    |
| Wiking 1          | 1955–1963         | 16.533   |
| (Wiking) Rapid    | 1957–1963         | 21.454   |
| Matador A50       | 1957–1963         | 13.327   |
| Matador 1,5 t.    | 1958–1963         | 6.285    |
| Matador E 1,0 t.  | 1963–1966         | 21.368   |
| Matador E 1,3 t.  | 1963–1966         | 11.743   |
| Matador E 1,6 t.  | 1963–1966         | 14.000   |
| Matador E 1,75 t. | 1966              | 182      |
| Matador E 2,5 t.  | 1966              | 69       |
| Matador E         | Nov. – Déc. 1966  | 2.009    |

### Production sous licence à l'étranger
Le Tempo Matador E a aussi été produit sous licence en Inde par le constructeur Bajaj Tempo Motors, entreprise créée en 1958 avec une participation de 26 % de Tempo-Werke, pour fabriquer le Matador I et les versions successives. En 1968, le groupe Firodia Ltd, premier constructeur automobile indien de fourgons, rachète Bajaj Tempo qui est renommé Force Motors en 2005. Les Tempo Hanseat et Matador ont été extrêmement populaires en Inde où ils ont beaucoup été utilisés pour le transport de marchandises.

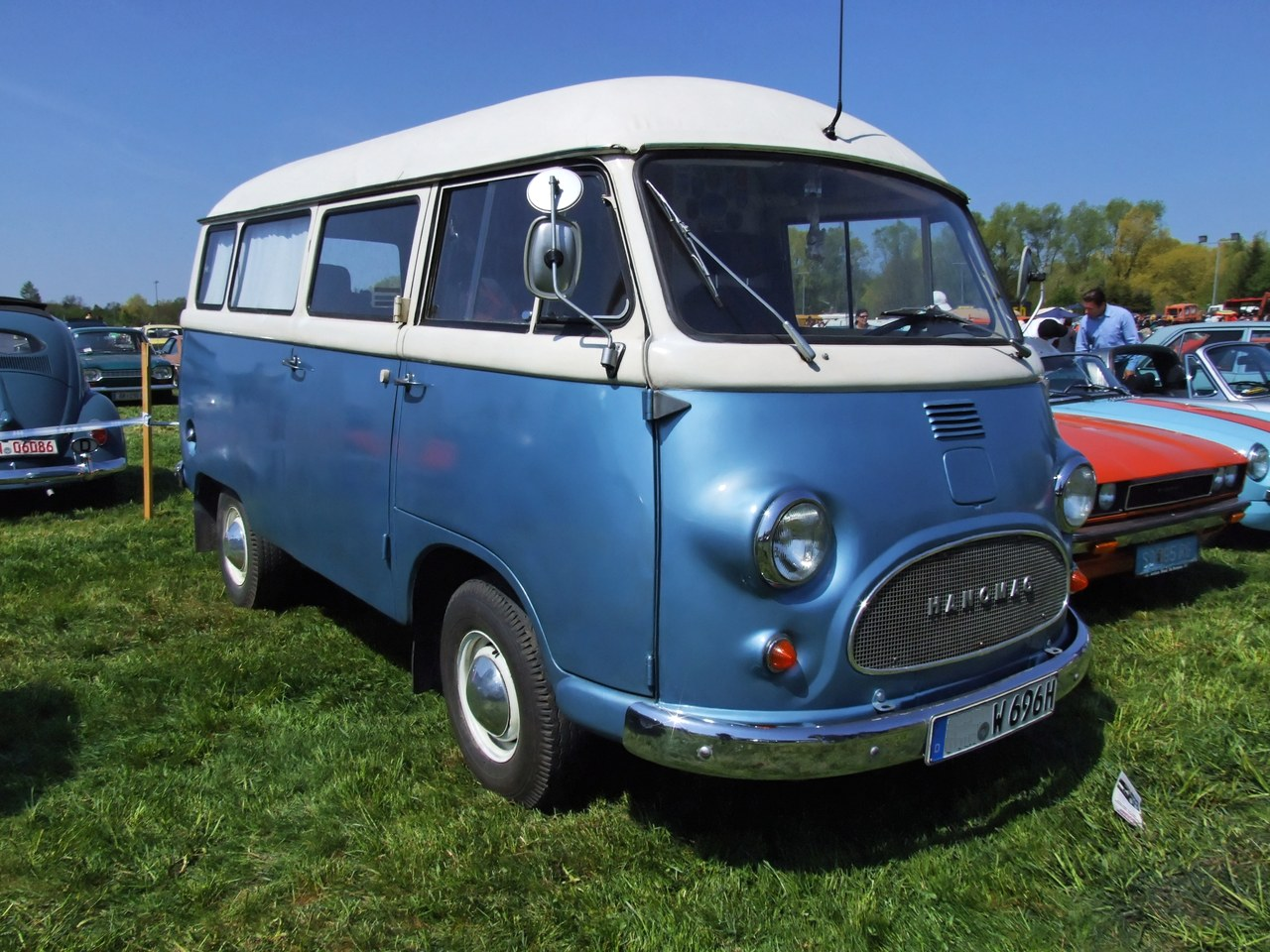
Hanomag Matador Minibus (1963-67).

## Le Harburger Transporter
Le Harburger Transporter, lancé en 1967, est un véhicule utilitaire léger qui n'est qu'une évolution de l'ancien modèle Tempo Matador E de 1963. Après le rachat de Tempo-Werke par Hanomag, les véhicules sont commercialisés sous la marque Hanomag puis, Rheinstahl-Hanomag à partir de 1966. 
En 1967, le Matador bénéficie de quelques améliorations, notamment une face avant moins arrondie et une calandre dans laquelle sont intégrés des phares rectangulaires. Il est alors commercialisé sous le nom Hanomag Fx où x = 20, 25, 30 ou 35, selon le PTAC en quintaux. 
En 1969 Hanomag et Henschel, les deux marques de véhicules industriels du groupe Rheinstahl fusionnent. Le véhicule est alors commercialisé sous la marque Hanomag-Henschel. L'usine de Hambourg étant occupée pour la production des autres fourgons, à partir de 1969, le modèle est produit dans l'ancienne usine Borgward de Brême que Rheinstahl-Hanomag a rachetée après la faillite de Borgward.
En 1970, le groupe Rheinstahl est déclaré en faillite et est racheté à moindre coût, en 1971, par Daimler-Benz qui conserve le modèle, poursuit sa fabrication et le commercialise sous les noms Mercedes-Benz L206D-L207-L306D-L307. Ce sera un des nombreux rebadgeages du constructeur allemand. 

### Caractéristiques techniques
Le Harburger Transporter a un moteur placé à l'avant et la traction avant sur un châssis  tubulaire. Les roues avant sont fixées à des triangles doubles avec suspension à barres de torsion, l'essieu arrière est à bras oscillants avec barres de torsion ce qui a permis un plancher de chargement plat et bas. Deux empattements sont proposés. 

### Production
Selon les archives de la société, la production totale en Allemagne, dans les usines de Brême et de Hambourg est la suivante :
| Modèle         | Années production | Quantité |
| -------------- | ----------------- | -------- |
| Matador Athlet | 1966–1967         | ?        |
| Matador        | 1966–1967         | 14.992   |
| F20            | 1967–1969         | 27.808   |
| F20 / F20D     | 1970–1972         | 41.622   |
| F20            | 1973–1974         | 12.130   |
| F25            | 1967–1969         | 10.848   |
| F25            | 1970–1972         | 17.207   |
| F25            | 1973–1974         | 3.785    |
| F30            | 1967–1969         | 8.967    |
| F30            | 1970–1972         | 14.150   |
| F30            | 1973–1974         | 3.312    |
| F35            | 1967–1969         | 8.973    |
| F35            | 1970–1972         | 14.767   |
| F35            | 1973–1974         | 5.075    |

## Le Mercedes-Benz L206D - L207 - L306D - L307
En 1969, le groupe Rheinstahl est déclaré en faillite et est racheté à moindre coût en 1970/71 par Daimler-Benz qui conserve le modèle, poursuit sa fabrication et le commercialise, à partir du 21 janvier 1971, sous les noms Mercedes-Benz L206D-L207-L306D & L307. Ce sera un des nombreux rebadgeages du constructeur allemand à l'étoile.
Après le rachat de Hanomag-Henschel, Mercedes-Benz remplace l'essieu arrière muni de barres de torsions par un simple essieu rigide monté sur des ressorts à lames. Cette disposition technique a rendu la fabrication plus simple et très peu coûteuse mais ne garantit ni le même confort ni la même bonne tenue de route.
Les moteurs diesel Hanomag sont remplacés par des moteurs Mercedes-Benz OM 615 & 616, 4 cylindres de 1.998 cm³ développant 55 ch DIN (40 kW) et 60 ch (44 kW). Les moteurs à essence Austin Motors de 54 ch (40 kW), puis de 70 ch (55 kW), sont conservés. Le poids total autorisé (PTAC) se situe entre 2.000 et 3.500 kg, selon le modèle. Les fourgons sont aussi proposés en version aménagée en minibus de différentes hauteurs et longueurs. Les carrossiers spécialisés ont transformé les fourgons et équipé des châssis-cabine en camping-cars.
Pour Daimler-Benz, les fourgons Harburger ont représenté un complément bienvenu à sa gamme de fourgons existants puisque le constructeur ne disposait d'aucun modèle de cette taille jusqu'alors. Les véhicules badgés Mercedes ont conservé les désignations L206D, L207, L306D et L307 jusqu'en 1978. Cette gamme a été remplacée en 1977 par la série TN/1.
Pour son successeur, le Mercedes-Benz TN, le constructeur à l'étoile à 3 branches est retombé dans un système archaïque avec propulsion arrière, aussi connu sous le nom "Bremer Transporter", présenté en 1977, avec un châssis inspiré du "Harburger Transporter", à châssis tubulaire. Un utilitaire équipé de la traction avant n'est réapparu au catalogue Mercedes-Benz qu'en 1988, lorsque le constructeur a décidé d'importer d'Espagne le Mercedes-Benz MB100, modèle qui remonte au DKW Schnellaster construit sous licence par IMOSA en Espagne.

### Production
Selon les archives de la société, la production totale en Allemagne est la suivante :
| Modèle             | Années production | Quantité |
| ------------------ | ----------------- | -------- |
| L206 D             | 1970–1972         | 19.846   |
| L206 DG / L207     | 1973–1975         | 56.056   |
| L306 D             | 1970–1972         | 7.703    |
| L306 DG / L307     | 1973–1975         | 25.306   |
| L206 D / DG / L207 | 1976–1977         | 48.815   |
| L306 D / DG / L307 | 1976–1978         | 19.099   |
| LE306              | 1975–1977         | 59       |

### Production sous licence à l'étranger

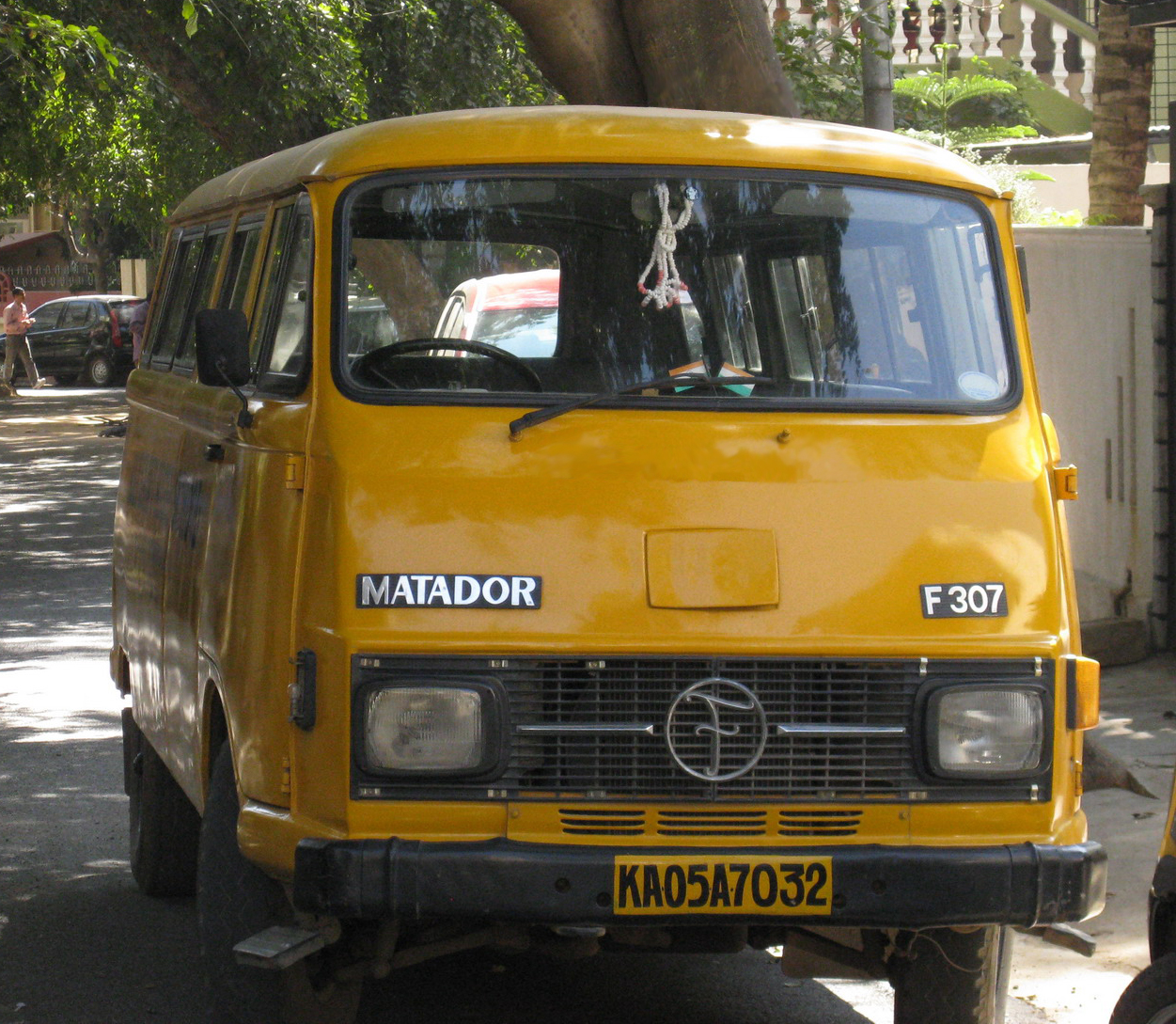
Bajaj Matador F307 produit par Bajaj Tempo Ltd. jusqu'en 1986

La gamme Mercedes L206D-L207-L306D & L307 a été produite sous licence en Inde par Bajaj Motors, le plus important constructeur indien de fourgons. La société Bajaj Tempo Motors avait été créée en 1958 avec Tempo-Werke pour la production sous licence du Tempo Matador I. La société Bajaj Trading Ltd. produisait déjà sous licence le tricycle "Tempo Hanseat" dont la commercialisation sous le nom de "Bajaj Tempo Hanseat" s'est poursuivie de 1951 à 2000. L'entreprise a été renommée Force Motors en 2005. En 2001, Daimler-Benz annonce la vente de sa participation de 16,8% qu'elle détenait encore dans Bajaj Tempo Ltd.

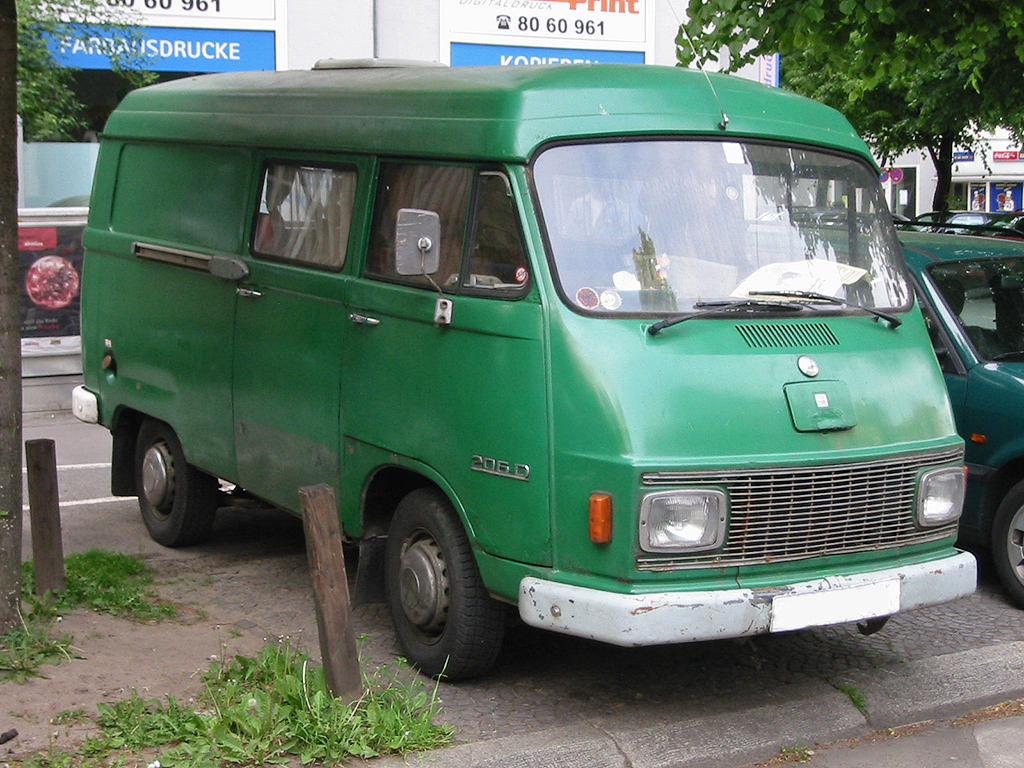
Fourgon Mercedes-Benz L206D partiellement vitré
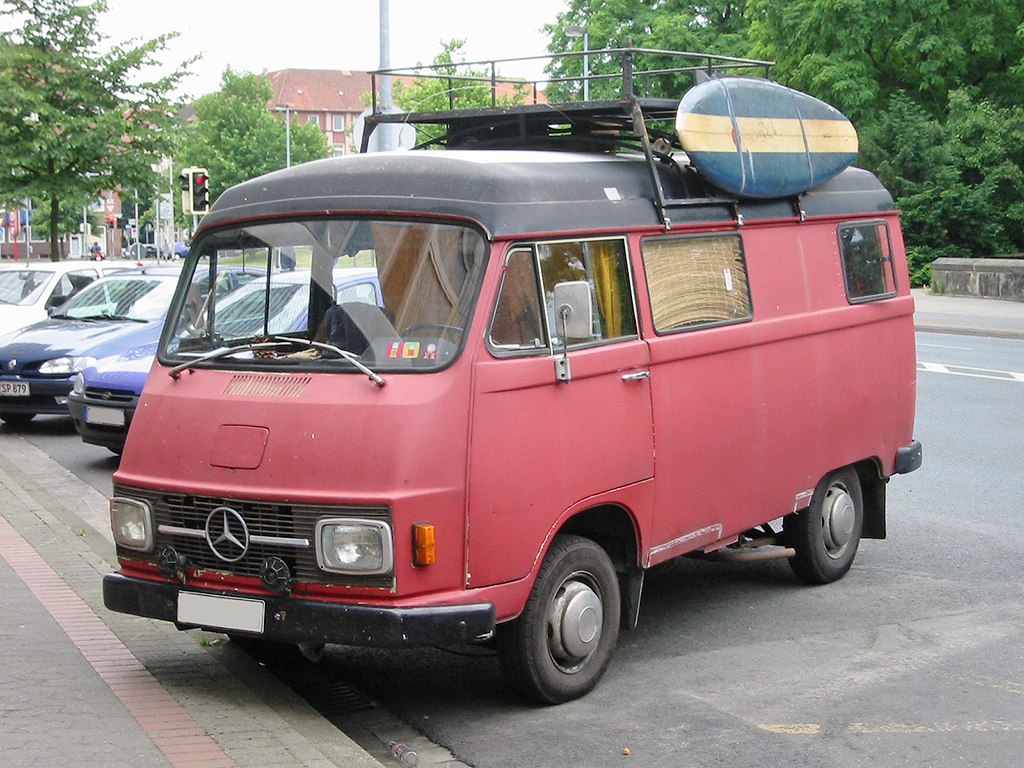
Camping-car Mercedes-Benz L206 ou 207
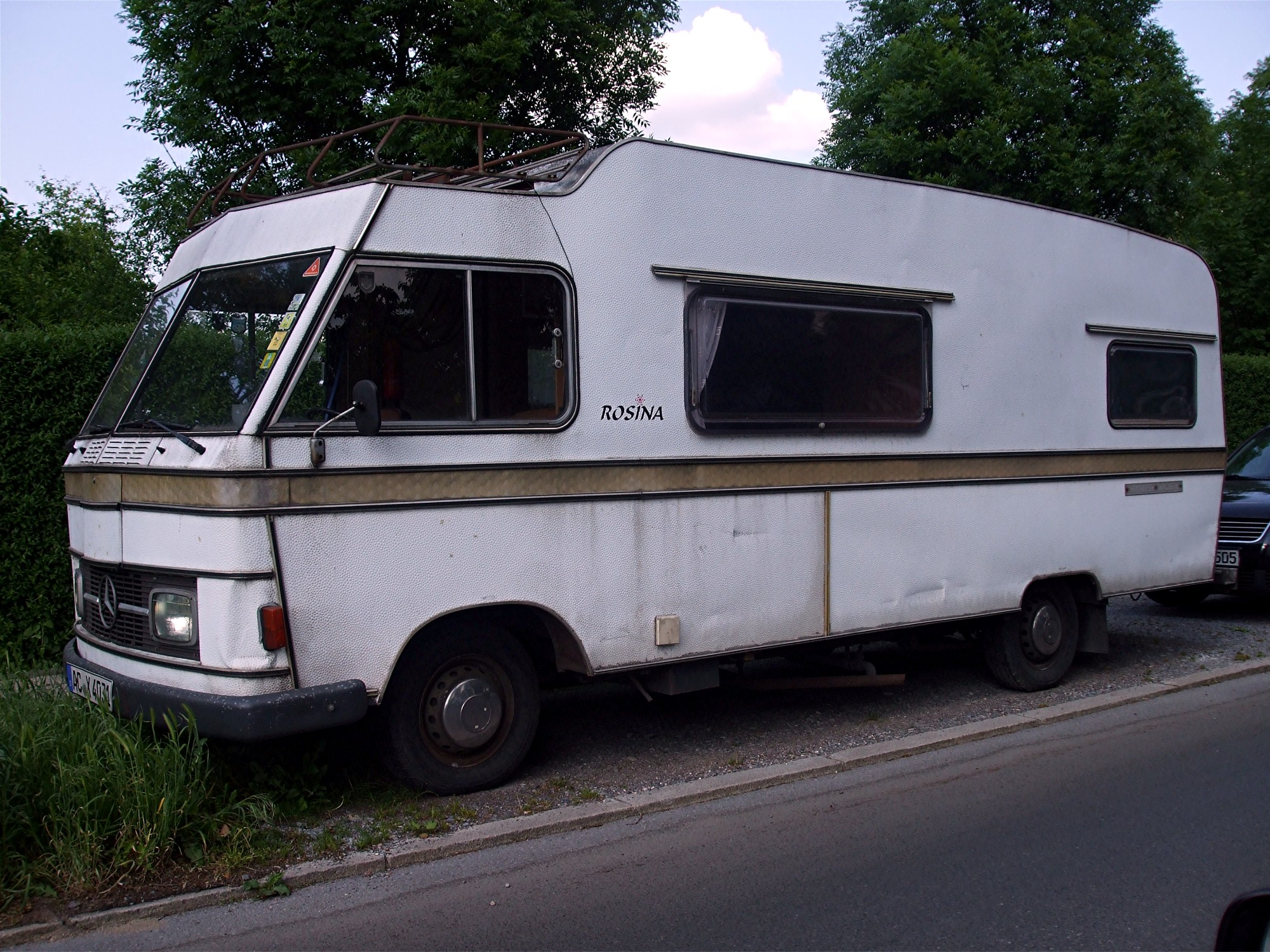
Camping-car Hymer sur châssis Mercedes-Benz L206D
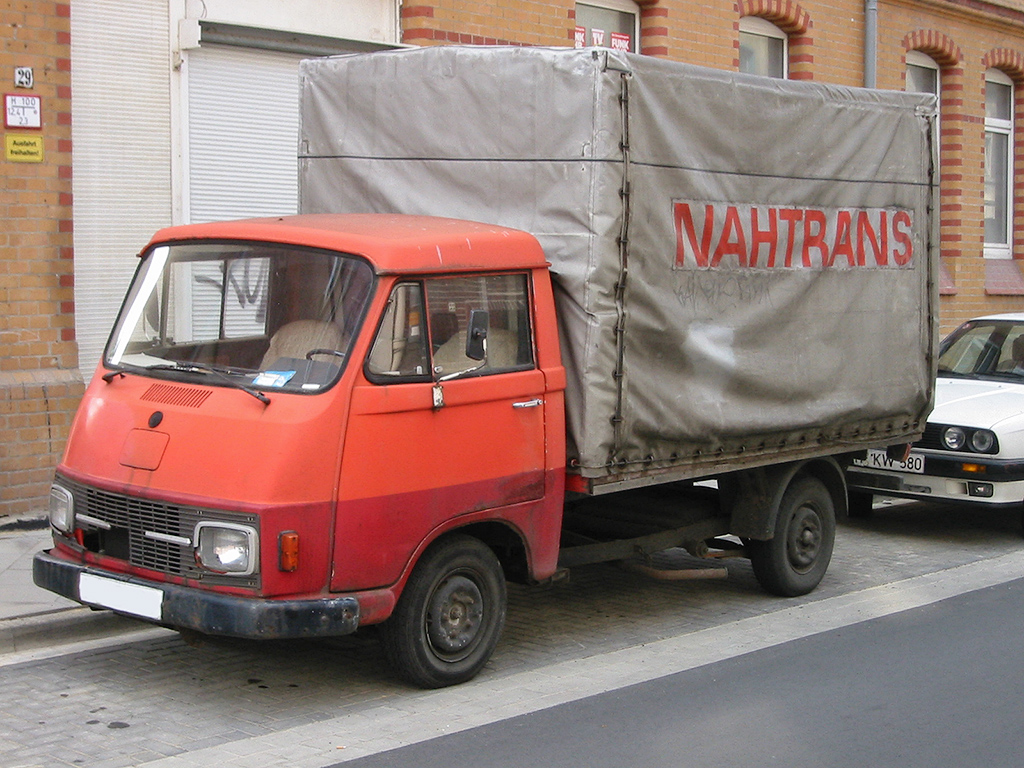
Camionnette plateau Mercedes-Benz L306D avec bâche haute
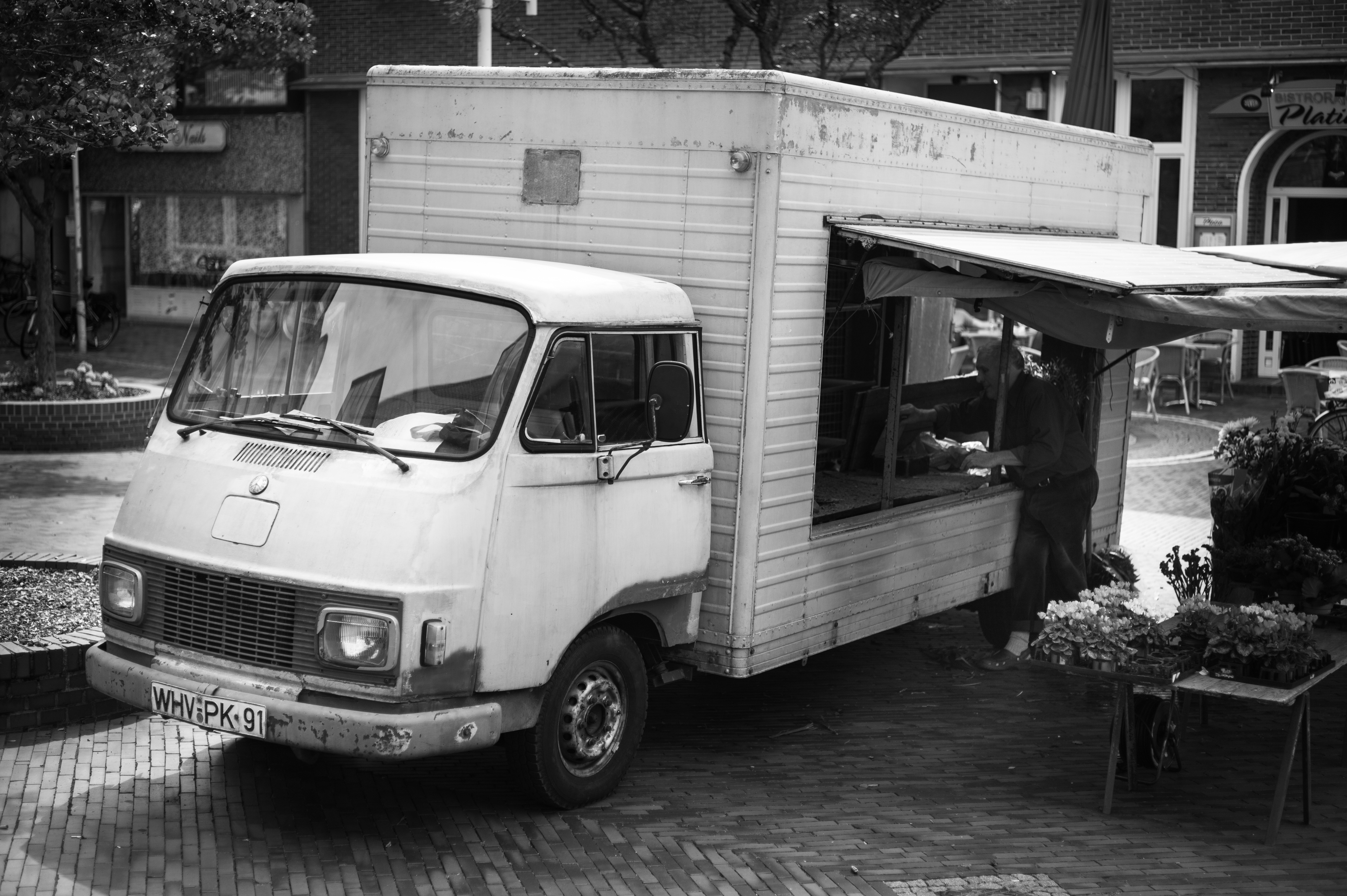
Truckstore sur châssis Mercedes-Benz L206D
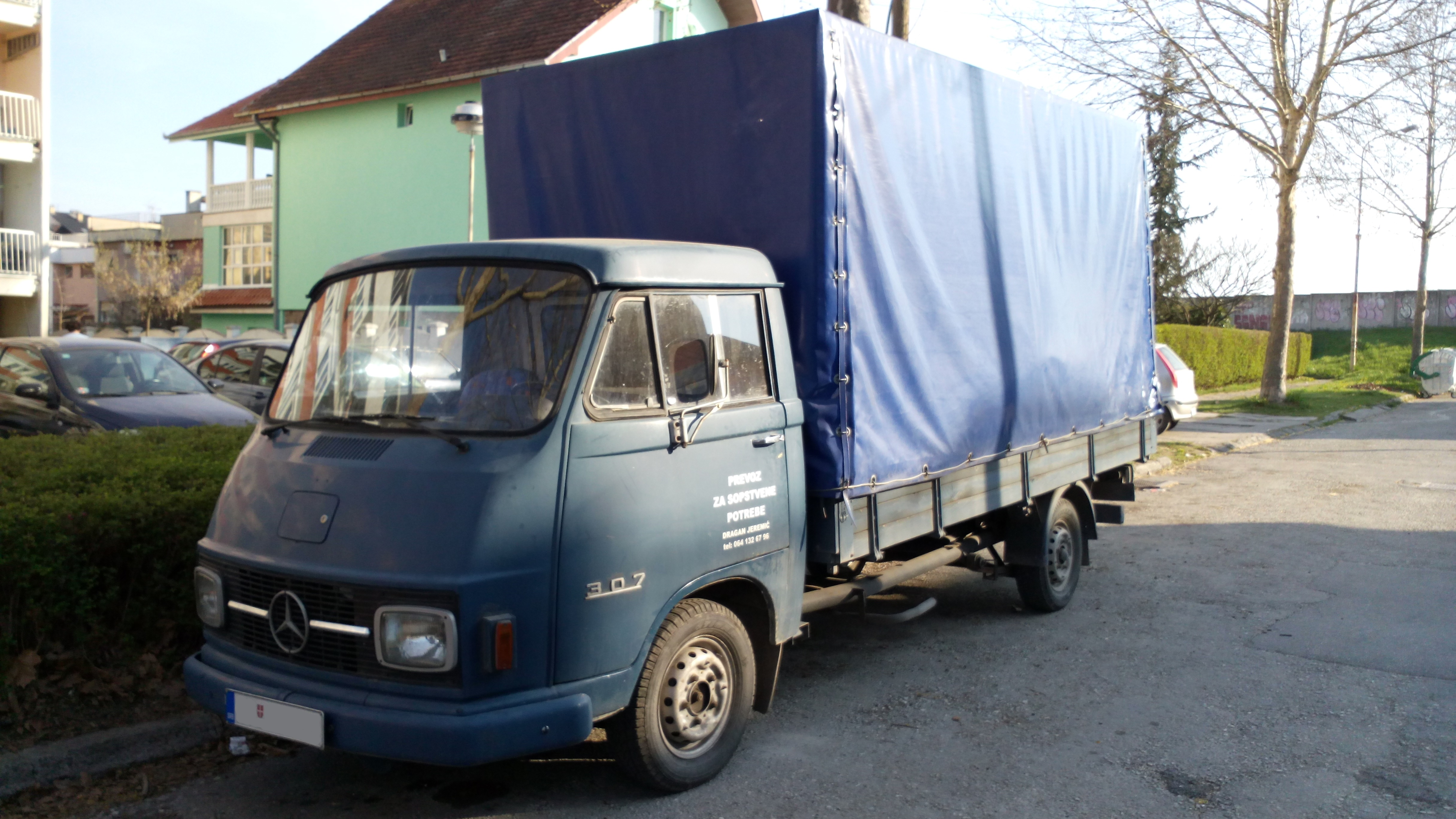
Mercedes-Benz Harburger L307